# Platja de les Roques Blanques
La platja de les Roques Blanques és una platja semiurbana de la costa del Maresme, que pertany al municipi de Sant Pol de Mar (Maresme), però és més propera al poble de Canet de Mar. Al nord-est limita amb un petit penya-segat que la separa de la platja de la Murtra i al sud-oest limita amb la riera dels Oms, o rial de Can Segarra, que la separa de la platja de Canet. Transcorre paral·lela a la via del tren i a la carretera N-II. Té una longitud de 500 m i una amplada mitjana de 30 m de sorra gruixuda, amb un pendent d'entrada a l'aigua fort. La qualitat sanitària d'aquesta platja és excel·lent. Al tram nord de la platja, s'hi permet el nudisme. S'hi pot accedir a peu des de la platja de Canet o per un pas subterrani que creua la carretera i la via del tren, per on no hi poden accedir els vehicles pel risc de riuades del rial de Can Segarra.